# Слон (фильм, 1989)
«Слон» (англ. Elephant) — британский короткометражный телефильм режиссёра Алана Кларка, продюсером которого выступил Дэнни Бойл. Действие фильма происходит в Северной Ирландии во время Смуты, и его название происходит от описания данного конфликта писателем Бернардом Маклаверти как «слон в нашей гостиной», ссылаясь на коллективное отрицание основополагающих социальных проблем Северной Ирландии. Созданный BBC Northern Ireland, он впервые был показан на BBC Two в 1989 году. Идея фильма принадлежит Дэнни Бойлу, который в то время работал продюсером на BBC Northern Ireland.
Телефильм, который содержит очень мало диалогов, показывает 18 убийств и частично основан на реальных событиях, взятых из полицейских отчётов в тех лет. Он был снят на 16-миллиметровую плёнку, значительная часть была сделана при помощи Steadicam и использовании траекторной съёмки, техники, которую режиссёр использовал регулярно. Зернистость изображения в совокупности с минимальным наличием диалогов, отсутствием сюжета, повествования и музыки придают фильму эффект документальности, отстранённый взгляд со стороны. Ни о стрелявших, ни о жертвах ничего не известно. Каждое из убийств совершается спокойно и небрежно; в одной сцене видно, как преступник медленно отъезжает, даже останавливаясь, чтобы уступить дорогу. Большинство историй заканчивается тем, что камера замирает перед телом убитого.
Как и ряд иных проектов Кларка, «Слон» получил как высокую оценку, так и вызвал споры. После просмотра фильма режиссёр и сценарист Дэвид Лиланд писал: «Я помню, как лежал в постели, смотрел его и думал: „Стоп, Алан, ты не можешь продолжать делать это“. И общий эффект заключается в том, что Вы говорите себе: „Это должно прекратиться. Убийства должны прекратиться“. Инстинктивно, безо всякого осмысления, это становится инстинктивной реакцией».
Работа Кларка повлияла на фильм Гаса Ван Сента «Слон» (2003), основанного на массовом убийстве в средней школе «Колумбайн». Фильм заимствовал не только название (на использование которого Ван Сент получил разрешение от Дэнни Бойла), но и близко отражает его минималистичный стиль.